# Lill-Leskäret
Lill-Leskäret is een Zweeds eiland behorend tot de Pite-archipel. Het eiland ligt samen met Stor-Leskäret tussen Jävreholmen en het vasteland. Samen met Stor-Leskäret vormt het het Leskären Natuurreservaat. Lill-Leskäret is onbebouwd / onbewoond.